# 甘肃山麦冬
甘肃山麦冬（学名：Liriope kansuensis），为百合科山麦冬属下的一个植物种。